# Marele Premiu de la São Paulo din 2023
Marele Premiu de la São Paulo din 2023 (cunoscut oficial ca Formula 1 Rolex Grande Prêmio de São Paulo 2023) a fost o cursă auto de Formula 1 ce s-a desfășurat pe 5 noiembrie 2023 pe Autódromo José Carlos Pace din São Paulo, Brazilia. Cursa a fost cea de-a douăzecea etapă a Campionatului Mondial de Formula 1 al FIA din 2023 și al șaselea și ultimul weekend de Mare Premiu al sezonului care a utilizat formatul de sprint.
Max Verstappen a ocupat pole position pentru cursa principală în timpul unei calificări afectate de vreme, în timp ce Lando Norris a luat pole position pentru sprint. Atât cursa de sprint, cât și cursa principală au fost câștigate de Verstappen, stabilind un nou record în Formula 1 pentru cel mai mare procentaj de victorii într-un singur sezon. A fost cea de-a 19-a victorie a sezonului pentru Red Bull Racing, egalând recordul de victorii obținute de Mercedes în sezonul 2016. Norris a terminat cursa pe locul doi, obținând al 13-lea său podium din carieră, egalându-l astfel pe Nick Heidfeld pentru cele mai multe podiumuri fără o victorie în cursă. Fernando Alonso a terminat pe locul al treilea, învingându-l pe Sergio Pérez cu 0,053 secunde. Acesta a fost al nouălea său podium la Interlagos fără să câștige vreodată și primul său de la Marele Premiu al Braziliei din 2013.

## Context
Furnizorul de anvelope Pirelli a adus compușii de anvelope C2, C3 și C4 (denumiți dur, mediu și, respectiv, moale) pentru ca echipele să le folosească la eveniment.

## Sprint

### Calificările pentru sprint
Calificările pentru cursa sprint au avut loc sâmbătă, 4 noiembrie, cu începere de la ora locală 11:00 UTC-3, 16:00 EET.
| Poz.                  | Nr. | Pilot            | Constructor                  | Timpi calificări | Timpi calificări | Timpi calificări | Grila sprint |
| Poz.                  | SQ1 | SQ2              | SQ3                          |                  |                  |                  | Grila sprint |
| --------------------- | --- | ---------------- | ---------------------------- | ---------------- | ---------------- | ---------------- | ------------ |
| 1                     | 4   | Lando Norris     | McLaren-Mercedes             | 1:11,824         | 1:11,221         | 1:10,622         | 1            |
| 2                     | 1   | Max Verstappen   | Red Bull Racing-Honda RBPT   | 1:11,888         | 1:11,262         | 1:10,683         | 2            |
| 3                     | 11  | Sergio Pérez     | Red Bull Racing-Honda RBPT   | 1:12,218         | 1:11,230         | 1:10,756         | 3            |
| 4                     | 63  | George Russell   | Mercedes                     | 1:11,976         | 1:11,516         | 1:10,857         | 4            |
| 5                     | 44  | Lewis Hamilton   | Mercedes                     | 1:11,870         | 1:11,476         | 1:10,940         | 5            |
| 6                     | 22  | Yuki Tsunoda     | AlphaTauri-Honda RBPT        | 1:12,358         | 1:11,676         | 1:11,019         | 6            |
| 7                     | 16  | Charles Leclerc  | Ferrari                      | 1:12,107         | 1:11,473         | 1:11,077         | 7            |
| 8                     | 3   | Daniel Ricciardo | AlphaTauri-Honda RBPT        | 1:12,175         | 1:11,423         | 1:11,122         | 8            |
| 9                     | 55  | Carlos Sainz Jr. | Ferrari                      | 1:11,796         | 1:11,491         | 1:11,126         | 9            |
| 10                    | 81  | Oscar Piastri    | McLaren-Mercedes             | 1:12,356         | 1:11,648         | 1:11,189         | 10           |
| 11                    | 20  | Kevin Magnussen  | Haas-Ferrari                 | 1:12,058         | 1:11,727         | N/A              | 11           |
| 12                    | 27  | Nico Hülkenberg  | Haas-Ferrari                 | 1:12,136         | 1:11,752         | N/A              | 12           |
| 13                    | 10  | Pierre Gasly     | Alpine-Renault               | 1:12,229         | 1:11,822         | N/A              | 13           |
| 14                    | 77  | Valtteri Bottas  | Alfa Romeo-Ferrari           | 1:12,303         | 1:11,872         | N/A              | 14           |
| 15                    | 14  | Fernando Alonso  | Aston Martin Aramco-Mercedes | 1:12,224         | Fără timp        | N/A              | 15           |
| 16                    | 31  | Esteban Ocon     | Alpine-Renault               | 1:12,388         | N/A              | N/A              | 16           |
| 17                    | 18  | Lance Stroll     | Aston Martin Aramco-Mercedes | 1:12,482         | N/A              | N/A              | 17           |
| 18                    | 24  | Zhou Guanyu      | Alfa Romeo-Ferrari           | 1:12,497         | N/A              | N/A              | 18           |
| 19                    | 23  | Alexander Albon  | Williams-Mercedes            | 1:12,525         | N/A              | N/A              | 19           |
| 20                    | 2   | Logan Sargeant   | Williams-Mercedes            | 1:12,615         | N/A              | N/A              | 20           |
| Regula 107%: 1:16,821 |     |                  |                              |                  |                  |                  |              |
| Sursa:                |     |                  |                              |                  |                  |                  |              |

### Cursa sprint
Sprintul a avut loc tot pe 4 noiembrie 2023, având startul la ora locală 15:30 (UTC-3), 20:30 EET, cu distanța de 24 de tururi.
| Poz.                                                            | Nr. | Pilot            | Constructor                  | Tururi | Timp/Retras | Grilă | Puncte |
| --------------------------------------------------------------- | --- | ---------------- | ---------------------------- | ------ | ----------- | ----- | ------ |
| 1                                                               | 1   | Max Verstappen   | Red Bull Racing-Honda RBPT   | 24     | 30:07,209   | 2     | 8      |
| 2                                                               | 4   | Lando Norris     | McLaren-Mercedes             | 24     | +4,287      | 1     | 7      |
| 3                                                               | 11  | Sergio Pérez     | Red Bull Racing-Honda RBPT   | 24     | +13,617     | 3     | 6      |
| 4                                                               | 63  | George Russell   | Mercedes                     | 24     | +25,879     | 4     | 5      |
| 5                                                               | 16  | Charles Leclerc  | Ferrari                      | 24     | +28,560     | 7     | 4      |
| 6                                                               | 22  | Yuki Tsunoda     | AlphaTauri-Honda RBPT        | 24     | +29,210     | 6     | 3      |
| 7                                                               | 44  | Lewis Hamilton   | Mercedes                     | 24     | +34,726     | 5     | 2      |
| 8                                                               | 55  | Carlos Sainz Jr. | Ferrari                      | 24     | +35,106     | 9     | 1      |
| 9                                                               | 3   | Daniel Ricciardo | AlphaTauri-Honda RBPT        | 24     | +35,303     | 8     |        |
| 10                                                              | 81  | Oscar Piastri    | McLaren-Mercedes             | 24     | +38,219     | 10    |        |
| 11                                                              | 14  | Fernando Alonso  | Aston Martin Aramco-Mercedes | 24     | +39,061     | 15    |        |
| 12                                                              | 18  | Lance Stroll     | Aston Martin Aramco-Mercedes | 24     | +39,478     | 17    |        |
| 13                                                              | 10  | Pierre Gasly     | Alpine-Renault               | 24     | +40,421     | 13    |        |
| 14                                                              | 31  | Esteban Ocon     | Alpine-Renault               | 24     | +42,848     | 16    |        |
| 15                                                              | 23  | Alexander Albon  | Williams-Mercedes            | 24     | +43,394     | 19    |        |
| 16                                                              | 20  | Kevin Magnussen  | Haas-Ferrari                 | 24     | +56,507     | 11    |        |
| 17                                                              | 24  | Zhou Guanyu      | Alfa Romeo-Ferrari           | 24     | +58,723     | 18    |        |
| 18                                                              | 27  | Nico Hülkenberg  | Haas-Ferrari                 | 24     | +1:00,330   | 12    |        |
| 19                                                              | 77  | Valtteri Bottas  | Alfa Romeo-Ferrari           | 24     | +1:00,749   | 14    |        |
| 20                                                              | 2   | Logan Sargeant   | Williams-Mercedes            | 24     | +1:00,945   | 20    |        |
| Cel mai rapid tur: George Russell (Mercedes) – 1:14,422 (lap 2) |     |                  |                              |        |             |       |        |
| Sursa:                                                          |     |                  |                              |        |             |       |        |

## Marele Premiu

### Calificări
Calificările pentru Marele Premiu au avut loc pe 3 noiembrie 2023 și au fost programate pentru ora locală 15:00 (UTC-3), 20:00 EET, dar au fost întârziate cu 15 minute din cauza resturilor pe pistă de la o sesiune de Porsche Carrera Cup Brazilia care a avut loc chiar înainte de calificări.
| Poz.                  | Nr. | Pilot            | Constructor                  | Timpi calificări | Timpi calificări | Timpi calificări | Grila finală |
| Poz.                  | Q1  | Q2               | Q3                           |                  |                  |                  | Grila finală |
| --------------------- | --- | ---------------- | ---------------------------- | ---------------- | ---------------- | ---------------- | ------------ |
| 1                     | 1   | Max Verstappen   | Red Bull Racing-Honda RBPT   | 1:10,436         | 1:10,162         | 1:10,727         | 1            |
| 2                     | 16  | Charles Leclerc  | Ferrari                      | 1:10,472         | 1:10,303         | 1:11,021         | 2            |
| 3                     | 18  | Lance Stroll     | Aston Martin Aramco-Mercedes | 1:10,551         | 1:10,375         | 1:11,344         | 3            |
| 4                     | 14  | Fernando Alonso  | Aston Martin Aramco-Mercedes | 1:10,557         | 1:10,237         | 1:11,387         | 4            |
| 5                     | 44  | Lewis Hamilton   | Mercedes                     | 1:10,604         | 1:10,266         | 1:11,469         | 5            |
| 6                     | 63  | George Russell   | Mercedes                     | 1:10,340         | 1:10,316         | 1:11,590         | 8            |
| 7                     | 4   | Lando Norris     | McLaren-Mercedes             | 1:10,623         | 1:10,021         | 1:11,987         | 6            |
| 8                     | 55  | Carlos Sainz Jr. | Ferrari                      | 1:10,624         | 1:10,254         | 1:11,989         | 7            |
| 9                     | 11  | Sergio Pérez     | Red Bull Racing-Honda RBPT   | 1:10,668         | 1:10,219         | 1:12,321         | 9            |
| 10                    | 81  | Oscar Piastri    | McLaren-Mercedes             | 1:10,519         | 1:10,330         | Fără timp        | 10           |
| 11                    | 27  | Nico Hülkenberg  | Haas-Ferrari                 | 1:10,475         | 1:10,547         | N/A              | 11           |
| 12                    | 31  | Esteban Ocon     | Alpine-Renault               | 1:10,763         | 1:10,562         | N/A              | 14           |
| 13                    | 10  | Pierre Gasly     | Alpine-Renault               | 1:10,793         | 1:10,567         | N/A              | 15           |
| 14                    | 20  | Kevin Magnussen  | Haas-Ferrari                 | 1:10,602         | 1:10,723         | N/A              | 12           |
| 15                    | 23  | Alexander Albon  | Williams-Mercedes            | 1:10,621         | 1:10,840         | N/A              | 13           |
| 16                    | 22  | Yuki Tsunoda     | AlphaTauri-Honda RBPT        | 1:10,837         | N/A              | N/A              | 16           |
| 17                    | 3   | Daniel Ricciardo | AlphaTauri-Honda RBPT        | 1:10,843         | N/A              | N/A              | 17           |
| 18                    | 77  | Valtteri Bottas  | Alfa Romeo-Ferrari           | 1:10,955         | N/A              | N/A              | 18           |
| 19                    | 2   | Logan Sargeant   | Williams-Mercedes            | 1:11,035         | N/A              | N/A              | 19           |
| 20                    | 24  | Zhou Guanyu      | Alfa Romeo-Ferrari           | 1:11,275         | N/A              | N/A              | 20           |
| Regula 107%: 1:15,263 |     |                  |                              |                  |                  |                  |              |
| Sursa:                |     |                  |                              |                  |                  |                  |              |

Note
- ^1 – George Russell, Esteban Ocon, și Pierre Gasly au primit fiecare câte o penalizare de două locuri pe grila de start pentru împedicarea altor piloți la ieșirea de la boxe în timpul Q1.[12][13][14][15]

### Cursa
Cursa a avut loc pe 5 noiembrie 2023 începând cu ora locală 14:00 (UTC-3), ora 19:00 EET, având distanța de 71 de tururi.
| Poz.                                                                     | Nr. | Pilot            | Constructor                  | Tururi | Timp/Retras          | Grilă | Puncte |
| ------------------------------------------------------------------------ | --- | ---------------- | ---------------------------- | ------ | -------------------- | ----- | ------ |
| 1                                                                        | 1   | Max Verstappen   | Red Bull Racing-Honda RBPT   | 71     | 1:56:48,894          | 1     | 25     |
| 2                                                                        | 4   | Lando Norris     | McLaren-Mercedes             | 71     | +8,277               | 6     | 19     |
| 3                                                                        | 14  | Fernando Alonso  | Aston Martin Aramco-Mercedes | 71     | +34,155              | 4     | 15     |
| 4                                                                        | 11  | Sergio Pérez     | Red Bull Racing-Honda RBPT   | 71     | +34,208              | 9     | 12     |
| 5                                                                        | 18  | Lance Stroll     | Aston Martin Aramco-Mercedes | 71     | +40,845              | 3     | 10     |
| 6                                                                        | 55  | Carlos Sainz Jr. | Ferrari                      | 71     | +50,188              | 7     | 8      |
| 7                                                                        | 10  | Pierre Gasly     | Alpine-Renault               | 71     | +56,093              | 15    | 6      |
| 8                                                                        | 44  | Lewis Hamilton   | Mercedes                     | 71     | +1:02,859            | 5     | 4      |
| 9                                                                        | 22  | Yuki Tsunoda     | AlphaTauri-Honda RBPT        | 71     | +1:09,880            | 16    | 2      |
| 10                                                                       | 31  | Esteban Ocon     | Alpine-Renault               | 70     | +1 tur               | 14    | 1      |
| 11                                                                       | 2   | Logan Sargeant   | Williams-Mercedes            | 70     | +1 tur               | 19    |        |
| 12                                                                       | 27  | Nico Hülkenberg  | Haas-Ferrari                 | 70     | +1 tur               | 11    |        |
| 13                                                                       | 3   | Daniel Ricciardo | AlphaTauri-Honda RBPT        | 70     | +1 tur               | 17    |        |
| 14                                                                       | 81  | Oscar Piastri    | McLaren-Mercedes             | 69     | +2 tururi            | 10    |        |
| Ab                                                                       | 63  | George Russell   | Mercedes                     | 57     | Temperatura uleiului | 8     |        |
| Ab                                                                       | 77  | Valtteri Bottas  | Alfa Romeo-Ferrari           | 39     | Hidraulice           | 18    |        |
| Ab                                                                       | 24  | Zhou Guanyu      | Alfa Romeo-Ferrari           | 22     | Motor                | 20    |        |
| Ab                                                                       | 20  | Kevin Magnussen  | Haas-Ferrari                 | 0      | Coliziune            | 12    |        |
| Ab                                                                       | 23  | Alexander Albon  | Williams-Mercedes            | 0      | Coliziune            | 13    |        |
| NS                                                                       | 16  | Charles Leclerc  | Ferrari                      | 0      | Hidraulice           | –     |        |
| Cel mai rapid tur: Lando Norris (McLaren-Mercedes) – 1:12,486 (turul 61) |     |                  |                              |        |                      |       |        |
| Sursa:                                                                   |     |                  |                              |        |                      |       |        |

Note
- ^1 – Include un punct pentru cel mai rapid tur.[17]
- ^2 – Charles Leclerc nu a început cursa din cauza unei defecțiuni hidraulice care a dus la un accident în timpul turului de formare. Locul lui pe grilă a rămas liber.[16][19]

## Clasamentele campionatelor după cursă
|        | Poz. | Pilot           | Pct. |
| ------ | ---- | --------------- | ---- |
|        | 1    | Max Verstappen* | 524  |
|        | 2    | Sergio Pérez    | 258  |
|        | 3    | Lewis Hamilton  | 226  |
| 1      | 4    | Fernando Alonso | 198  |
| 1      | 5    | Lando Norris    | 195  |
| Sursa: |      |                 |      |

|        | Poz. | Constructor                  | Pct. |
| ------ | ---- | ---------------------------- | ---- |
|        | 1    | Red Bull Racing-Honda RBPT*  | 782  |
|        | 2    | Mercedes                     | 382  |
|        | 3    | Ferrari                      | 362  |
|        | 4    | McLaren-Mercedes             | 282  |
|        | 5    | Aston Martin Aramco-Mercedes | 261  |
| Sursa: |      |                              |      |

- Notă: Doar primele cinci locuri sunt prezentate în ambele clasamente.
- Concurenții îngroșați și marcați cu un asterisc sunt campionii mondiali din 2023.